# Новогригорівка (Волноваська міська громада)
Новогриго́рівка — село Волноваської міської громади Волноваського району Донецької області, Україна. Відстань до райцентру становить близько 8 км і проходить автошляхом місцевого значення. До початку повномасштабного російського вторгнення в Україну, село сполучалось з районим центром двічі на день. В селі був власний медпункт, маслобойня, та зона відпочинку на річці Мокрі Яли.

## Історія
1908 року у поселенні Іванівської волості Маріупольського повіту Катеринославської губернії мешкало 276 осіб (153 чоловічої статі та 123 — жіночої), налічувалось 39 дворових господарства.

## Населення

### Мова
Розподіл населення за рідною мовою за даними перепису 2001 року:
| Мова       | Кількість | Відсоток |
| ---------- | --------- | -------- |
| українська | 117       | 87.97%   |
| російська  | 16        | 12.03%   |
| Усього     | 133       | 100%     |

За даними перепису 2001 року населення села становило 133 особи, з них 87,97 % зазначили рідною мову українську та 12,03 % — російську.